# Ходжа Мір Дард
Ходжа Мір Дард (1721—1785) — індійський поет, автор віршів на урду, представник делійської школи, письменник, філософ, містик часів занепаду імперії Великих Моголів.

## Життя та творчість
Походив з родини суфіїв. Син Ходжи Мухаммада Насира Андаліба, голови мухаммадського напрямку Муджадідської гілки суфійського ордену (тарікату) Накшбанді. Здобув домашню освіту: знав арабську та перську мови, вивчав музику, суфійські канони. Замолоду здійснив хадж до Мекки, звідси отримав додаток до імені Ходжа. У 1749 році успадкував від батька посаду очільника мухаммадського напрямку суфіїв у Делі. Внаслідок походів Надир-шаха та Ахмад-шаха Абдалі вимушений був залишити Делі й перебратися на деякий час до Лакхнау, де займався філософською працею та складання віршів.

## Творчість
Мір Дард продовжував лінію тих поетів урду, у творчості яких відчувалася і мусульманська, і індуська традиції. Будучи суфієм, він поклонявся індуської богині красномовства — Сарасваті, володів не тільки аруза, а й санскритської поетикою, зокрема аланкара (поетична прикраса), серед яких надавав перевагу «шлеш» (грі слів) і «ямак» (вживанню одного слова в різних значеннях). Велику частину творчості Дарда склали газелі. За каноном газель — вірш про нерозділене кохання, і у земному і в містичному плані в ньому повинні звучати біль, страждання і сльози. Звідси псевдонім «Дард», тобто біль.
Також у доробку Мір Дарда є метафізична праця з філософії «Ільм-ул-Кітаб», яку написано перською мовою. Цією мовою створено збірку містичних афоризмів та приказок — «Чахар Різалат».